# Niels Fredborg
Niels Fredborg (n. 28 octombrie 1946, Odder, Regiunea Midtjylland, Danemarca) este un ciclist danez, medaliat olimpic. A participat la 4 ediții ale Jocurilor Olimpice (1964, 1968, 1972, 1976) în care a câștigat o medalie de aur, o medalie de argint și o medalie de bronz.